# Indywidualne Mistrzostwa Świata w Ice Speedwayu 2010
Indywidualne mistrzostwa świata na lodzie 2010
Mistrzem świata został Nikołaj Krasnikow, który pokonał srebrnego medalisty Daniiła Iwanowa i na najniższym stopniu stanął kolejny rosyjski zawodnik Dmitrij Chomicewicz. Najlepszym z zawodników spoza rosyjskich był Austriak Franz Zorn, który zajął szóste miejsce.

## Kwalifikacje

### Półfinał (1)
- 10 stycznia 2010 r. (niedziela),  Saalfelden am Steinernen Meer
- Stadion Eis-Oval Lenzing (367 metrów)
- Sędzia:  Anthony Steele
- Jury:  Ilkka Teromaa
- Źródło:[1]

| M-ce | Zawodnicy                | Pkt. |             |
| ---- | ------------------------ | ---- | ----------- |
| 1    | (13) Witalij Chomicewicz | 13+3 | (3,3,3,1,3) |
| 2    | (11) Günther Bauer       | 13+2 | (3,3,2,2,3) |
| 3    | (6) Antti Aakko          | 13+1 | (3,2,3,3,2) |
| 4    | (2) Dmitrij Chomicewicz  | 12   | (w,3,3,3,3) |
| 5    | (4) Per Anders Lindström | 10+3 | (3,3,2,2,w) |
| 6    | (5) Harald Simon         | 10+2 | (2,2,2,3,1) |
| 7    | (14) Sven Holstein       | 10+1 | (2,0,3,3,2) |
| 8    | (10) Mario Schwaiger     | 8    | (1,1,1,2,3) |
| 9    | (15) Jan Pecina          | 6    | (1,2,1,0,2) |
| 10   | (16) Christoph Kirchner  | 6    | (0,2,1,1,2) |
| 11   | (9) Peter Koij           | 6    | (2,w,2,1,1) |
| 12   | (1) René Verhoef         | 4    | (2,1,0,1,d) |
| 13   | (8) Jo Sætre             | 3    | (0,1,1,0,1) |
| 14   | (18) rez. Johann Weber   | 2    | (2)         |
| 15   | (3) Lukáš Volejník       | 2    | (1,w,0,0,1) |
| 16   | (7) rez. Oleg Dosajew    | 2    | (1,1,-,-,-) |
| 17   | (12) Ketil Skarponord    | 0    | (0,0,0,0,0) |
| 18   | (17) Robert Henderson    | 0    | (0,0)       |

### Półfinał (2)
- 16 stycznia 2010 r. (sobota),  Sanok, tor Błonie
- Stadion Błonie (400 metrów)
- Sędzia:  Frank Ziegler
- Jury:  János Nádasdi
- Źródło:[2]

| M-ce | Zawodnicy                      | Pkt. |             |
| ---- | ------------------------------ | ---- | ----------- |
| 1    | (5) Iwan Iwanow                | 14+3 | (3,3,3,2,3) |
| 2    | (10) Nikołaj Krasnikow         | 14+2 | (3,3,3,3,2) |
| 3    | (15) Daniił Iwanow             | 14+1 | (3,3,2,3,3) |
| 4    | (8) Stefan Svensson            | 12   | (2,3,3,3,1) |
| 5    | (4) Antonín Klatovský          | 10+3 | (3,2,2,2,1) |
| 6    | (14) Grzegorz Knapp            | 10+2 | (2,1,2,3,2) |
| 7    | (2) René Stellingwerf          | 10+1 | (2,2,1,2,3) |
| 8    | (13) Max Niedermaier           | 8    | (1,2,1,1,3) |
| 9    | (9) Martin Leitner             | 6    | (t,2,1,1,2) |
| 10   | (7) Henri Malinen              | 6    | (1,1,0,2,2) |
| 11   | (11) Fredrik Johansson         | 5    | (2,w,3,0,w) |
| 12   | (3) Josef Kreuzberger          | 4    | (1,1,0,1,1) |
| 13   | (16) Andrej Diviš              | 3    | (0,1,2,w,d) |
| 14   | (1) Heinz Göldi                | 2    | (1,0,1,0,0) |
| 15   | (6) Michał Widera              | 1    | (0,t,0,0,1) |
| 16   | (12) Jouni Seppänen            | 0    | (0,0,0,1,w) |
| 17   | (17) rez. Mirosław Daniszewski | 0    | (0)         |
| 18   | (18) rez. Piotr Hejnowski      | 0    | (0)         |

### Półfinał (3)
- 16 stycznia 2010 r. (sobota),  St. Johann im Pongau
- Stadion Speedwaystadion (380 metrów)
- Sędzia:  Andrey Savin
- Jury:  Wolfgang Glas
- Źródło:[3]

| M-ce | Zawodnicy                 | Pkt.  |             |
| ---- | ------------------------- | ----- | ----------- |
| 1    | (16) Paweł Czajka         | 14+3  | (3,2,3,3,3) |
| 2    | (13) Igor Kononow         | 14+ns | (2,3,3,3,3) |
| 3    | (4) Franz Zorn            | 13    | (3,3,1,3,3) |
| 4    | (2) Nikołaj Kaminskij     | 11    | (1,3,3,2,2) |
| 5    | (1) Jan Klatovský         | 10+3  | (2,w,2,3,3) |
| 6    | (9) Per Olov Serenius     | 10+2  | (3,2,2,2,1) |
| 7    | (3) Florian Fürst         | 10+1  | (0,3,2,3,2) |
| 8    | (10) Dmitrij Bułankin     | 9     | (2,2,2,1,2) |
| 9    | (5) Stefan Pletschacher   | 7     | (3,d,2,0,2) |
| 10   | (7) Hans Olov Olsén       | 6     | (2,2,0,2,0) |
| 11   | (17) rez. Karl Ebner      | 5     | (1,1,1,1,1) |
| 12   | (8) Kai Lehtinen          | 3     | (1,1,0,1,0) |
| 13   | (14) Mats Järf            | 3     | (-,1,1,w,1) |
| 14   | (6) Simon Gartmann        | 2     | (0,0,1,0,1) |
| 15   | (12) Claude Gadeyne       | 1     | (1,0,0,0,0) |
| 16   | (18) rez. Johann Bruckner | 1     | (1)         |
| 17   | (11) Mark Uzzell          | 0     | (0,w,0,0,0) |
| 18   | (15) Martin Posch         | 0     | (w,-,-,-,-) |

## Kalendarz 2010
| Runda  | Miasto    | Stadion                            | Data         |
| ------ | --------- | ---------------------------------- | ------------ |
| 1 / 2  | Togliatti | Stadion Stroitel (260 metrów)      | 6-7 lutego   |
| 3 / 4  | Sarańsk   | Stadion Svetotechnika (360 metrów) | 13-14 lutego |
| 5 / 6  | Innsbruck | Olympiaworld (400 metrów)          | 20-21 lutego |
| 7 / 8  | Assen     | De Bonte Wever (370 metrów)        | 13-14 marca  |
| 9 / 10 | Berlin    | Horst-Dohm-Eisstadion (386 metrów) | 20-21 marca  |

## Grand Prix

### 1 runda
- 6 lutego 2010 r. (sobota),  Togliatti
- Stadion Stroitel (260 metrów)
- Sędzia:  Wojciech Grodzki
- Jury:  Christer Bergström
- Źródło:[4]

| Poz. | Zawodnicy                 | GP pkt. | biegi pkt.  | Pkt. | Poz po 20bieg. | M-ce w finałach |
| ---- | ------------------------- | ------- | ----------- | ---- | -------------- | --------------- |
| 1    | (13) Nikołaj Krasnikow    | 25      | (3,3,3,3,3) | 15   | 1              | 3               |
| 2    | (14) Daniił Iwanow        | 20      | (2,1,3,3,3) | 12   | 2              | 2               |
| 3    | (9) Dmitrij Chomicewicz   | 18      | (3,1,2,3,3) | 12   | 3              | 1               |
| 4    | (5) Franz Zorn            | 16      | (3,0,3,2,2) | 10   | 4              | 0               |
| 5    | (2) Stefan Svensson       | 14      | (2,3,1,2,2) | 10   | 6              | 3               |
| 6    | (10) Antti Aakko          | 13      | (1,2,2,0,3) | 8    | 8              | 2               |
| 7    | (1) Igor Kononow          | 12      | (3,2,3,2,w) | 10   | 5              | 1               |
| 8    | (16) Iwan Ivanow          | 11      | (1,3,w,3,1) | 8    | 7              | 0               |
| 9    | (8) Paweł Czajka          | 10      | (1,1,1,2,2) | 7    | 11             | 3               |
| 10   | (7) Günther Bauer         | 9       | (2,2,0,w,0) | 4    | 12             | 2               |
| 11   | (4) Witalij Chomicewicz   | 8       | (1,2,1,2,1) | 7    | 10             | 1               |
| 12   | (11) Nikołaj Kamińskij    | 7       | (2,3,2,0,0) | 7    | 9              | 0               |
| 13   | (3) Antonín Klatovský     | 6       | (0,1,0,1,2) | 4    | 13             | 3               |
| 14   | (15) Jan Klatovský        | 5       | (0,0,0,1,1) | 2    | 15             | 2               |
| 15   | (12) Per Anders Lindström | 4       | (0,w,1,1,1) | 3    | 14             | 1               |
| 16   | (6) Sven Holstein         | 3       | (d,1,0,0,0) | 1    | 16             | 0               |
| 17   | (17) rez. Grzegorz Knapp  | —       | —           | —    | —              | —               |
| 18   | (18) rez. Harald Simon    | —       | —           | —    | —              | —               |

### 2 runda
- 7 lutego 2010 r. (niedziela),  Togliatti
- Stadion Stroitel (260 metrów)
- Sędzia:  Wojciech Grodzki
- Jury:  Christer Bergström
- Źródło:[5]

| Poz. | Zawodnicy                      | GP pkt. | biegi pkt.  | Pkt. | Poz po 20bieg. | M-ce w finałach |
| ---- | ------------------------------ | ------- | ----------- | ---- | -------------- | --------------- |
| 1    | (13) Nikołaj Krasnikow         | 25      | (3,3,3,3,3) | 15   | 1              | 3               |
| 2    | (14) Daniił Iwanow             | 20      | (1,3,2,3,3) | 12   | 3              | 2               |
| 3    | (1) Igor Kononow               | 18      | (2,3,3,3,3) | 14   | 2              | 1               |
| 4    | (9) Dmitrij Chomicewicz        | 16      | (3,2,3,2,2) | 12   | 4              | 0               |
| 5    | (4) Witalij Chomicewicz        | 14      | (3,1,2,3,2) | 11   | 5              | 3               |
| 6    | (10) Antti Aakko               | 13      | (2,2,2,2,0) | 8    | 7              | 2               |
| 7    | (2) Stefan Svensson            | 12      | (0,3,0,2,3) | 8    | 6              | 1               |
| 8    | (11) Nikołaj Kamińskij         | 11      | (2,1,2,1,1) | 8    | 8              | w               |
| 9    | (8) Paweł Czajka               | 10      | (1,1,3,w,w) | 5    | 11             | 3               |
| 10   | (7) Günther Bauer              | 9       | (1,2,1,1,1) | 6    | 9              | 2               |
| 11   | (12) Grzegorz Knapp            | 8       | (2,0,1,2,0) | 5    | 12             | 1               |
| 12   | (6) Harald Simon               | 7       | (3,w,1,w,1) | 5    | 10             | 0               |
| 13   | (5) Franz Zorn                 | 6       | (d,2,0,1,2) | 5    | 13             | 3               |
| 14   | (3) Antonín Klatovský          | 5       | (0,0,1,0,1) | 2    | 14             | 2               |
| 15   | (15) Jan Klatovský             | 4       | (1,0,0,1,0) | 2    | 15             | 1               |
| 16   | (16) Iwan Iwanow               | 3       | (0,1,0,d,1) | 2    | 16             | 0               |
| 17   | (17) rez. Per Anders Lindström | —       | —           | —    | —              | —               |
| 18   | (18) rez. Sven Holstein        | —       | —           | —    | —              | —               |

### 3 runda
- 13 lutego 2010 r. (sobota),  Sarańsk
- Stadion Svetotechnika (360 metrów)
- Sędzia:  Anthony Steele
- Jury:  Andrzej Grodzki
- Źródło:[6]

| Poz. | Zawodnicy                | GP pkt. | biegi pkt.   | Pkt. | Poz po 20bieg. | M-ce w finałach |
| ---- | ------------------------ | ------- | ------------ | ---- | -------------- | --------------- |
| 1    | (5) Daniił Iwanow        | 25      | (2,2,3,3,2)  | 12   | 3              | 3               |
| 2    | (15) Igor Kononow        | 20      | (3,3,2,2,2)  | 12   | 4              | 2               |
| 3    | (14) Dmitrij Chomicewicz | 18      | (1,3,2,3,3)  | 12   | 2              | 1               |
| 4    | (8) Nikołaj Krasnikow    | 16      | (3,3,3,3,3)  | 15   | 1              | w               |
| 5    | (4) Witalij Chomicewicz  | 14      | (3,2,2,3,1)  | 11   | 5              | 3               |
| 6    | (7) Franz Zorn           | 13      | (1,2,1,2,2)  | 8    | 7              | 2               |
| 7    | (10) Günther Bauer       | 12      | (3,2,0,1,1)  | 7    | 8              | 1               |
| 8    | (13) Nikołaj Kamińskij   | 11      | (2,3,3,2,w)  | 10   | 6              | w               |
| 9    | (3) Paweł Czajka         | 10      | (1,0,1,2,3)  | 7    | 11             | 3               |
| 10   | (11) Stefan Svensson     | 9       | (2,1,3,1,0)  | 7    | 9              | 2               |
| 11   | (2) Antti Aakko          | 8       | (2,1,1,0,3)  | 7    | 10             | 1               |
| 12   | (6) Iwan Iwanow          | 7       | (0,0,2,1,2,) | 5    | 12             | 0               |
| 13   | (16) Sven Holstein       | 6       | (0,0,1,0,0)  | 1    | 15             | 3               |
| 14   | (9) Per Anders Lindström | 5       | (1,1,d,0,1)  | 3    | 14             | 2               |
| 15   | (1) Jan Klatovský        | 4       | (0,0,0,0,0)  | 0    | 16             | 1               |
| 16   | (12) Antonín Klatovský   | 3       | (0,1,0,1,1)  | 3    | 13             | 0               |
| 17   | (17) rez. Grzegorz Knapp | —       | —            | —    | —              | —               |
| 18   | (18) rez. Harald Simon   | —       | —            | —    | —              | —               |

### 4 runda
- 14 lutego 2010 r. (niedziela),  Sarańsk
- Stadion Svetotechnika (360 metrów)
- Sędzia:  Anthony Steele
- Jury:  Andrzej Grodzki
- Źródło:[7]

| Poz. | Zawodnicy                      | GP pkt. | biegi pkt.  | Pkt. | Poz po 20bieg. | M-ce w finałach |
| ---- | ------------------------------ | ------- | ----------- | ---- | -------------- | --------------- |
| 1    | (8) Nikolay Krasnikov          | 25      | (3,3,3,2,3) | 14   | 1              | 3               |
| 2    | (4) Vitaly Khomitsevich        | 20      | (2,1,3,3,3) | 12   | 3              | 2               |
| 3    | (5) Daniił Iwanow              | 18      | (3,2,2,3,2) | 12   | 4              | 1               |
| 4    | (15) Igor Kononov              | 16      | (3,3,1,3,3) | 13   | 2              | 0               |
| 5    | (14) Dmitry Khomitsevich       | 14      | (3,2,2,2,3) | 12   | 5              | 3               |
| 6    | (3) Pavel Chayka               | 13      | (0,3,3,3,1) | 10   | 6              | 2               |
| 7    | (10) Günther Bauer             | 12      | (1,1,3,1,1) | 7    | 8              | 1               |
| 8    | (7) Franz Zorn                 | 11      | (2,3,0,0,2) | 7    | 7              | d               |
| 9    | (11) Stefan Svensson           | 10      | (0,0,2,1,2) | 5    | 11             | 3               |
| 10   | (9) Harald Simon               | 9       | (1,0,1,2,2) | 6    | 10             | 2               |
| 11   | (2) Antti Aakko                | 8       | (1,2,2,0,0) | 5    | 12             | 1               |
| 12   | (13) Nikolay Kaminskyy         | 7       | (2,2,1,2,w) | 7    | 9              | 0               |
| 13   | (16) Grzegorz Knapp            | 6       | (1,0,1,0,1) | 3    | 14             | 3               |
| 14   | (1) Jan Klatovský              | 5       | (0,0,0,1,0) | 1    | 16             | 2               |
| 15   | (12) Antonín Klatovský         | 4       | (0,1,0,1,1) | 3    | 15             | 1               |
| 16   | (6) Iwan Iwanow                | 3       | (2,1,0,w,-) | 3    | 13             | ns              |
| 17   | (17) rez. Sven Holstein        | 0       | (0)         | 0    | 17             | —               |
| 18   | (18) rez. Per Anders Lindström | —       | —           | —    | —              | —               |

### 5 runda
- 20 lutego 2010 r. (sobota),  Innsbruck
- Stadion Olympiaworld (400 metrów)
- Sędzia:  Krister Gardell
- Jury:  János Nádasdi
- Źródło:[8]

Dodatnia temperatura i za cienka warstwa lodu spowodowały, że zaplanowane na wieczór Grand Prix w wyścigach motocyklowych na lodzie w austriackim Innsbrucku zostało odwołane.

### 6 runda

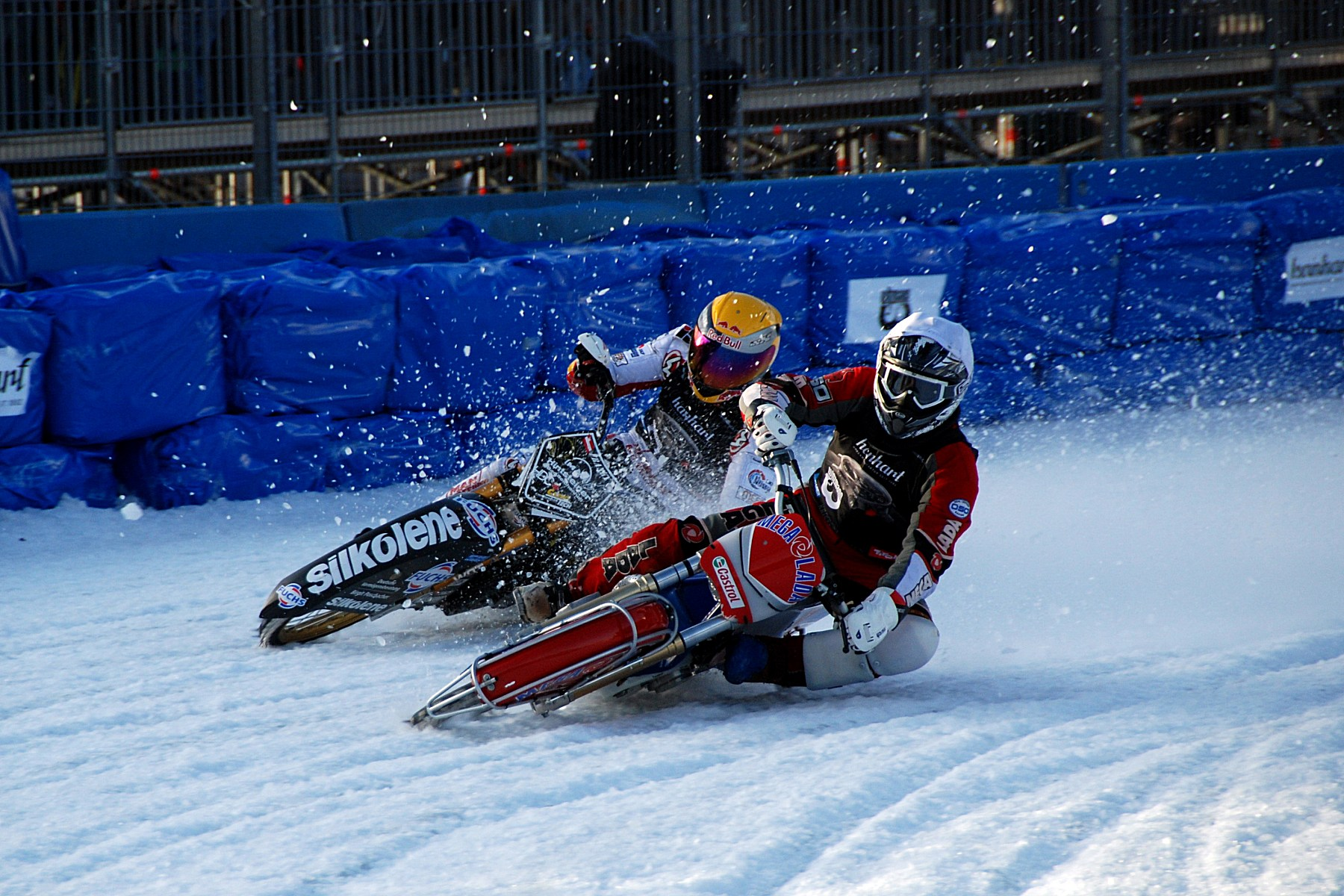
Na torze lodowym w Innsbrucku, gdzie Nikołaj Krasnikow wygrał.

- 21 lutego 2010 r. (niedziela),  Innsbruck
- Stadion Olympiaworld (400 metrów)
- Sędzia:  Krister Gardell
- Jury:  János Nádasdi
- Źródło:[9]

| Poz. | Zawodnicy                | GP pkt. | biegi pkt.  | Pkt. | Poz po 20bieg. | M-ce w finałach |
| ---- | ------------------------ | ------- | ----------- | ---- | -------------- | --------------- |
| 1    | (7) Nikołaj Krasnikow    | 25      | (3,3,3,3,3) | 15   | 1              | 3               |
| 2    | (3) Dmitrij Chomicewicz  | 20      | (3,1,3,3,3) | 13   | 2              | 2               |
| 3    | (15) Daniił Iwanow       | 18      | (3,2,3,1,3) | 12   | 3              | 1               |
| 4    | (4) Franz Zorn           | 16      | (2,2,2,3,2) | 11   | 4              | 0               |
| 5    | (11) Witalij Chomicewicz | 14      | (1,0,3,3,3) | 10   | 5              | 3               |
| 6    | (12) Igor Kononow        | 13      | (3,3,2,2,w) | 10   | 6              | 2               |
| 7    | (9) Paweł Czajka         | 12      | (2,3,1,2,2) | 10   | 7              | 1               |
| 8    | (14) Günther Bauer       | 11      | (2,3,2,w,0) | 7    | 8              | 0               |
| 9    | (5) Antti Aakko          | 10      | (1,1,0,2,1) | 5    | 11             | 3               |
| 10   | (2) Iwan Iwanow          | 9       | (1,2,1,1,1) | 6    | 10             | 2               |
| 11   | (6) Sven Holstein        | 8       | (0,1,1,0,2) | 4    | 12             | 1               |
| 12   | (8) Stefan Svensson      | 7       | (2,0,0,2,2) | 6    | 9              | w               |
| 13   | (16) Nikołaj Kamińskij   | 6       | (1,1,2,w,0) | 4    | 13             | 3               |
| 14   | (10) Antonín Klatovský   | 5       | (0,0,1,1,1) | 3    | 15             | 2               |
| 15   | (17) rez. Harald Simon   | 4       | (2,1)       | 3    | 14             | 1               |
| 16   | (13) Jan Klatovský       | 3       | (w,0,w,0,1) | 1    | 16             | w               |
| 17   | (18) rez. Grzegorz Knapp | 0       | (0,0)       | 0    | 17             | —               |
| 18   | (1) Per Anders Lindström | 0       | (w,-,-,-,-) | 0    | 18             | —               |

### 7 runda
- 13 marca 2010 r. (sobota),  Assen
- Stadion De Bonte Wever (370 metrów)
- Sędzia:  Wojciech Grodzki
- Jury:  Christer Bergström
- Źródło:[10]

| Poz. | Zawodnicy                      | GP pkt. | biegi pkt.  | Pkt. | Poz po 20bieg. | M-ce w finałach |
| ---- | ------------------------------ | ------- | ----------- | ---- | -------------- | --------------- |
| 1    | (8) Nikołaj Krasnikow          | 25      | (3,3,3,2,3) | 14   | 2              | 3               |
| 2    | (13) Daniił Iwanow             | 20      | (3,3,3,3,3) | 15   | 1              | 2               |
| 3    | (2) Igor Kononow               | 18      | (3,3,2,1,3) | 12   | 3              | 1               |
| 4    | (12) Dmitrij Chomicewicz       | 16      | (3,2,3,3,w) | 11   | 4              | 0               |
| 5    | (4) Witalij Chomicewicz        | 14      | (2,1,2,3,3) | 11   | 5              | 3               |
| 6    | (10) Antti Aakko               | 13      | (2,2,0,2,2) | 8    | 7              | 2               |
| 7    | (3) Franz Zorn                 | 12      | (1,3,2,3,2) | 11   | 6              | 1               |
| 8    | (15) Iwan Iwanow               | 11      | (2,2,0,2,1) | 7    | 8              | 0               |
| 9    | (7) Stefan Svensson            | 10      | (w,1,1,2,2) | 6    | 10             | 3               |
| 10   | (11) Nikołaj Kamińskij         | 9       | (0,0,3,w,1) | 4    | 12             | 2               |
| 11   | (5) Grzegorz Knapp             | 8       | (1,2,1,1,2) | 7    | 9              | 1               |
| 12   | (6) Günther Bauer              | 7       | (2,1,1,0,1) | 5    | 11             | 0               |
| 13   | (16) Paweł Czajka              | 6       | (1,0,2,0,1) | 4    | 13             | 3               |
| 14   | (9) Harald Simon               | 5       | (1,w,1,1,0) | 3    | 14             | 2               |
| 15   | (1) Antonín Klatovský          | 4       | (0,1,0,1,0) | 2    | 15             | 1               |
| 16   | (14) Sven Holstein             | 3       | (0,0,0,0,0) | 0    | 16             | 0               |
| 17   | (17) rez. Jan Klatovský        | —       | —           | —    | —              | —               |
| 18   | (18) rez. Per Anders Lindström | —       | —           | —    | —              | —               |

### 8 runda
- 14 marca 2010 r. (niedziela),  Assen
- Stadion De Bonte Wever (370 metrów)
- Sędzia:  Wojciech Grodzki
- Jury:  Christer Bergström
- Źródło:[11]

| Poz. | Zawodnicy                 | GP pkt. | biegi pkt.  | Pkt. | Poz po 20bieg. | M-ce w finałach |
| ---- | ------------------------- | ------- | ----------- | ---- | -------------- | --------------- |
| 1    | (8) Nikołaj Krasnikow     | 25      | (2,3,3,3,3) | 14   | 1              | 3               |
| 2    | (13) Daniił Iwanow        | 20      | (2,3,3,3,2) | 13   | 2              | 2               |
| 3    | (2) Igor Kononow          | 18      | (3,3,2,2,3) | 13   | 3              | 1               |
| 4    | (3) Franz Zorn            | 16      | (3,3,3,2,2) | 13   | 4              | R               |
| 5    | (12) Dimitrij Chomicewicz | 14      | (3,2,3,1,3) | 12   | 5              | 3               |
| 6    | (7) Stefan Svensson       | 13      | (2,1,2,0,2) | 7    | 8              | 2               |
| 7    | (6) Günther Bauer         | 12      | (0,2,1,3,2) | 8    | 7              | 1               |
| 8    | (4) Witalij Chomicewicz   | 11      | (2,2,2,u,3) | 9    | 6              | 0               |
| 9    | (1) Antonín Klatovský     | 10      | (1,0,1,1,1) | 4    | 12             | 3               |
| 10   | (11) Nikołaj Kamińskij    | 9       | (3,0,u,1,1) | 5    | 11             | 2               |
| 11   | (10) Antti Aakko          | 8       | (1,1,1,3,w) | 6    | 10             | 1               |
| 12   | (15) Iwan Iwanow          | 7       | (1,2,1,2,1) | 7    | 9              | 0               |
| 13   | (16) Paweł Czajka         | 6       | (0,0,2,d,1) | 3    | 14             | 3               |
| 14   | (17) rez. Harald Simon    | 5       | (1,1)       | 2    | 15             | 2               |
| 15   | (9) Jan Klatovský         | 4       | (1,0,0,0,0) | 1    | 16             | 1               |
| 16   | (14) Sven Holstein        | 3       | (0,1,0,2,w) | 3    | 13             | F               |
| 17   | (18) rez. Grzegorz Knapp  | 0       | (0,0)       | 0    | 17             | —               |
| 18   | (5) Per Anders Lindström  | 0       | (w,-,-,-,-) | 0    | 18             | —               |

### 9 runda
- 20 marca 2010 r. (sobota),  Berlin
- Stadion Horst-Dohm-Eisstadion (386 metrów)
- Sędzia:  István Darago
- Jury:  Jörgen Jensen
- Źródło:[12]

| Poz. | Zawodnicy                      | GP pkt. | biegi pkt.    | Pkt. | Poz po 20bieg. | M-ce w finałach |
| ---- | ------------------------------ | ------- | ------------- | ---- | -------------- | --------------- |
| 1    | (3) Nikołaj Krasnikow          | 25      | (3,3,2,3,3)   | 14   | 1              | 3               |
| 2    | (16) Dmitrij Chomicewicz       | 20      | (3,2,3,2,2)   | 12   | 4              | 2               |
| 3    | (9) Daniił Iwanow              | 18      | (3,3,3,3,1)   | 13   | 2              | 1               |
| 4    | (4) Franz Zorn                 | 16      | (2,3,3,2,2)   | 12   | 3              | 0               |
| 5    | (14) Igor Kononow              | 14      | (2,3,0,2,3)   | 10   | 5              | 3               |
| 6    | (7) Stefan Svensson            | 13      | (2,w,2,1,3)   | 8    | 8              | 2               |
| 7    | (12) Antti Aakko               | 12      | (1,0,3,3,2)   | 9    | 7              | 1               |
| 8    | (11) Witalij Chomicewicz       | 11      | (2,2,2,3,1)   | 10   | 6              | 0               |
| 9    | (2) Günther Bauer              | 10      | (1,2,1,2,0)   | 6    | 6              | 3               |
| 10   | (15) Harald Simon              | 9       | (1,1,2,1,1)   | 6    | 10             | 2               |
| 11   | (10) Grzegorz Knapp            | 8       | (0,0,1,1,3)   | 5    | 11             | 1               |
| 12   | (8) Iwan Iwanow                | 7       | (3,1,1,u/-,-) | 5    | 12             | ns              |
| 13   | (1) Antonín Klatovský          | 6       | (0,2,0,0,2)   | 4    | 13             | 3               |
| 14   | (6) Nikołaj Kamińskij          | 5       | (1,1,1,0,1)   | 4    | 14             | 2               |
| 15   | (5) Jan Klatovský              | 4       | (0,0,0,0,0)   | 0    | 16             | 1               |
| 16   | (17) rez. Per Anders Lindström | 3       | (1,u,d)       | 1    | 15             | 0               |
| 17   | (18) rez. René Stellingwerf    | 0       | (w,w,0)       | 0    | 17             | —               |
| 18   | (13) Paweł Czajka              | 0       | (w,-,-,-,-)   | 0    | 18             | —               |
|      | Sven Holstein                  |         |               |      |                |                 |

### 10 runda
- 21 marca 2010 r. (niedziela),  Berlin
- Stadion Horst-Dohm-Eisstadion (386 metrów)
- Sędzia:  István Darago
- Jury:  Jörgen Jensen
- Źródło:[13]

| Poz. | Zawodnicy                 | GP pkt. | biegi pkt.   | Pkt. | Poz po 20bieg. | M-ce w finałach |
| ---- | ------------------------- | ------- | ------------ | ---- | -------------- | --------------- |
| 1    | (9) Daniił Iwanow         | 25      | (3,3,3,3,2)  | 14   | 1              | 3               |
| 2    | (3) Nikołaj Krasnikow     | 20      | (3,1,2,3,3)  | 12   | 4              | 2               |
| 3    | (14) Igor Kononow         | 18      | (3,2,3,3,2)  | 13   | 2              | 1               |
| 4    | (16) Dmitrij Chomicewicz  | 16      | (2,3,3,2,3)  | 13   | 3              | 0               |
| 5    | (11) Witalij Chomicewicz  | 14      | (1,3,1,3,3)  | 11   | 6              | 3               |
| 6    | (4) Franz Zorn            | 13      | (3,0,3,2,3)  | 11   | 5              | 2               |
| 7    | (7) Stefan Svensson       | 12      | (2,2,2,2,2)  | 10   | 7              | 1               |
| 8    | (2) Günther Bauer         | 11      | (2,1,2,1,2)  | 8    | 8              | 0               |
| 9    | (6) Nikołaj Kamińskij     | 10      | (1,0,2,2,1)  | 6    | 9              | 3               |
| 10   | (12) Antti Aakko          | 9       | (0,3,1,1,0)  | 5    | 11             | 2               |
| 11   | (15) Harald Simon         | 8       | (1,2,1,1,1)  | 6    | 10             | 1               |
| 12   | (5) René Stellingwerf     | 7       | (0,2,0,1,0)  | 3    | 12             | 0               |
| 13   | (13) Grzegorz Knapp       | 6       | (t,1,1,0,1)  | 3    | 13             | 3               |
| 14   | (17) rez. Jan Klatovský   | 5       | (1,1,0,0,0)  | 2    | 15             | 2               |
| 15   | (8) Ivan Ivanov           | 3.5     | (2,-,-,-,-)  | 2    | 14             | ns              |
| 16   | (10) Per Anders Lindström | 3.5     | (0,0,w,-,-,) | 0    | 16             | ns              |
| 17   | (1) Antonín Klatovský     | 0       | (0,-,-,-,-)  | 0    | 17             | —               |
|      | Paweł Czajka              |         |              |      |                |                 |
|      | Sven Holstein             |         |              |      |                |                 |

## Wyniki i klasyfikacje

### Podium
| Runda | Miejsce   | 1. miejsce        | 2. miejsce          | 3. miejsce          |
| ----- | --------- | ----------------- | ------------------- | ------------------- |
| 1     | Togliatti | Nikołaj Krasnikow | Daniił Iwanow       | Dmitrij Chomicewicz |
| 2     | Togliatti | Nikołaj Krasnikow | Daniił Iwanow       | Igor Kononow        |
| 3     | Sarańsk   | Daniił Iwanow     | Igor Kononow        | Dmitrij Chomicewicz |
| 4     | Sarańsk   | Nikołaj Krasnikow | Witalij Chomicewicz | Daniił Iwanow       |
| 5     | Innsbruck | odwołany          |                     |                     |
| 6     | Innsbruck | Nikołaj Krasnikow | Dmitrij Chomicewicz | Daniił Iwanow       |
| 7     | Assen     | Nikołaj Krasnikow | Daniił Iwanow       | Igor Kononow        |
| 8     | Assen     | Nikołaj Krasnikow | Daniił Iwanow       | Igor Kononow        |
| 9     | Berlin    | Nikołaj Krasnikow | Dmitrij Chomicewicz | Daniił Iwanow       |
| 10    | Berlin    | Daniił Iwanow     | Nikołaj Krasnikow   | Igor Kononow        |

### Zawodnicy
| Poz | Zawodnik             | TOG | TOG | SAR | SAR | INS | INS | ASS | ASS | BER | BER | Punkty |
| --- | -------------------- | --- | --- | --- | --- | --- | --- | --- | --- | --- | --- | ------ |
| 1   | Nikołaj Krasnikow    | 25  | 25  | 16  | 25  | X   | 25  | 25  | 25  | 25  | 20  | 211    |
| 2   | Daniił Iwanow        | 20  | 20  | 25  | 18  | X   | 18  | 20  | 20  | 18  | 25  | 184    |
| 3   | Dmitrij Chomicewicz  | 18  | 16  | 18  | 14  | X   | 20  | 16  | 14  | 20  | 16  | 152    |
| 4   | Igor Kononow         | 12  | 18  | 20  | 16  | X   | 13  | 18  | 18  | 14  | 18  | 147    |
| 5   | Witalij Chomicewicz  | 8   | 14  | 14  | 20  | X   | 14  | 14  | 11  | 11  | 14  | 120    |
| 6   | Franz Zorn           | 16  | 6   | 13  | 11  | X   | 16  | 12  | 16  | 16  | 13  | 119    |
| 7   | Stefan Svensson      | 14  | 12  | 9   | 10  | X   | 7   | 10  | 13  | 13  | 12  | 100    |
| 8   | Antti Aakko          | 13  | 13  | 8   | 8   | X   | 13  | 13  | 8   | 12  | 9   | 94     |
| 9   | Gunther Bauer        | 9   | 9   | 12  | 12  | X   | 11  | 7   | 12  | 10  | 11  | 93     |
| 10  | Nikołaj Kamińskij    | 7   | 11  | 11  | 7   | X   | 6   | 9   | 9   | 5   | 10  | 75     |
| 11  | Paweł Czajka         | 10  | 10  | 10  | 13  | X   | 12  | 6   | 6   | 0   | -   | 67     |
| 12  | Iwan Iwanow          | 11  | 3   | 7   | 3   | X   | 9   | 11  | 7   | 7   | 3,5 | 61,5   |
| 13  | Harald Simon         | ns  | 7   | ns  | 9   | X   | 4   | 5   | 5   | 9   | 8   | 47     |
| 14  | Antonín Klatovský    | 6   | 5   | 3   | 4   | X   | 5   | 4   | 10  | 6   | 0   | 43     |
| 15  | Grzegorz Knapp       | ns  | 8   | ns  | 6   | X   | 6   | 8   | 0   | 8   | 6   | 36     |
| 16  | Jan Klatovský        | 5   | 4   | 4   | 5   | X   | 3   | ns  | 4   | 4   | 5   | 34     |
| 17  | Sven Holstein        | 3   | ns  | 6   | 0   | X   | 8   | 3   | 3   | -   | -   | 23     |
| 18  | Per Anders Lindström | 4   | ns  | 5   | ns  | X   | 0   | ns  | 0   | 3   | 3,5 | 15,5   |
| 19  | Rene Stellingwerf    | -   | -   | -   | -   | X   | -   | -   | -   | 0   | 7   | 7      |

| Kolor     | Wynik      |
| --------- | ---------- |
| Złoty     | Zwycięzca  |
| Srebrny   | 2. miejsce |
| Brązowy   | 3. miejsce |
| Limonkowy | 4. miejsce |